# Boys Town (Nebraska)
Boys Town je selo u američkoj saveznoj državi Nebraska. Prema popisu stanovništva iz 2010. u njemu je živjelo 745 stanovnika.